# Стефан Ристовський
Стефан Ристовський (мак. Стефан Ристовски, нар. 12 лютого 1992, Скоп'є, Македонія) — македонський футболіст, захисник хорватського клубу «Динамо» (Загреб). Чемпіон Хорватії, володар Кубка Хорватії.

## Клубна кар'єра
Вихованець юнацької команди футбольного клубу «Вардар».
У дорослому футболі дебютував 2008 року виступами за команду клубу «Вардар», в якій провів два сезони, взявши участь у 23 матчах чемпіонату. 
Своєю грою за цю команду привернув увагу представників тренерського штабу клубу «Парма», до складу якого приєднався 2010 року. На контракті у пармської команди перебував до 2015 року, відігравши за неї 6 матчів.
З 2011 по 2014 рік грав на правах оренди у складі команд клубів «Кротоне», «Фрозіноне», «Барі» та «Латина».
2014 року повернувся до «Парми», але тільки на один сезон. 
Протягом 2015 року знову відправився в оренду до клубу «Латина». Того ж року уклав повноцінний контракт з командою «Спеція», а потім з «Рієкою». Відіграв за команду з Рієки 68 матчів в національному чемпіонаті.
2017 року підписав контракт з португальським «Спортінгом» (Лісабон).

## Виступи за збірні
2008 року дебютував у складі юнацької збірної Македонії, взяв участь у 18 іграх на юнацькому рівні, відзначившись 3 забитими голами.
Протягом 2009–2011 років залучався до складу молодіжної збірної Македонії. На молодіжному рівні зіграв у 12 офіційних матчах.
2011 року дебютував в офіційних матчах у складі національної збірної Македонії. Наразі провів у формі головної команди країни 33 матчі, забивши 1 гол.

## Статистика виступів

### Статистика клубних виступів
| Сезон             | Команда           | Чемпіонат         | Чемпіонат | Чемпіонат | Національний кубок | Національний кубок | Національний кубок | Континентальні кубки | Континентальні кубки | Континентальні кубки | Інші змагання | Інші змагання | Інші змагання | Усього | Усього | Усього |
| Сезон             | Команда           | Ліга              | Ігор      | Голів     | Ліга               | Ігор               | Голів              | Ліга                 | Ігор                 | Голів                | Ліга          | Ігор          | Голів         | Ігор   | Голів  |        |
| ----------------- | ----------------- | ----------------- | --------- | --------- | ------------------ | ------------------ | ------------------ | -------------------- | -------------------- | -------------------- | ------------- | ------------- | ------------- | ------ | ------ | ------ |
| 2011-2012         | «Кротоне»         | Серія B           | 1         | 0         | КІ                 | 1                  | 0                  | -                    | -                    | -                    | -             | -             | -             | 2      | 0      |        |
| 2012]             | «Фрозіноне»       | 1D                | 12        | 0         | -                  | -                  | -                  | -                    | -                    | -                    | -             | -             | -             | 12     | 0      |        |
| 2012–13           | «Барі»            | Серія B           | 20        | 0         | КІ                 | 1                  | 0                  | -                    | -                    | -                    | -             |               | -             | 21     | 0      |        |
| 2013–14           | «Латина»          | Серія B           | 33+4      | 2+1       | КІ                 | 1                  | 0                  | -                    | -                    | -                    | -             | -             | -             | 38     | 3      |        |
| 2014-2015         | «Парма»           | A                 | 6         | 0         | -                  | -                  | -                  | -                    | -                    | -                    | -             | -             | -             | 6      | 0      |        |
| 2015              | «Латина»          | Серія B           | 19        | 0         | КІ                 | -                  | -                  | -                    | -                    | -                    | -             | -             | -             | 14     | 0      |        |
| 2015–16           | «Рієка»           | 1                 | 32        | 0         | КХ                 | 5                  | 0                  | ЛЄ                   | 1                    | 0                    | -             | -             | -             | 38     | 0      |        |
| 2016–17           | «Рієка»           | 1                 | 32        | 0         | КХ                 | 6                  | 1                  | ЛЄ                   | 2                    | 0                    | -             | -             | -             | 40     | 1      |        |
| 2017–18           | «Рієка»           | 1                 | 3         | 0         |                    | -                  | -                  |                      | 4                    | 1                    |               |               |               | 7      | 1      |        |
| Всього            | Всього            |                   | 68        | 0         |                    | 11                 | 1                  |                      | 7                    | 1                    |               |               |               | 86     | 2      |        |
| 2017–18           | «Спортінг»        | Прімейра-Ліга     | 8         | 0         |                    | 7                  | 0                  |                      | 7                    | 0                    |               |               |               | 22     | 0      |        |
| 2018–19           | «Спортінг»        | Прімейра-Ліга     | 9         | 0         |                    | 4                  | 0                  |                      | 3                    | 0                    |               |               |               | 16     | 0      |        |
| Всього            | Всього            |                   | 17        | 0         |                    | 11                 | 0                  |                      | 10                   | 0                    |               |               |               | 38     | 0      |        |
| Усього за кар'єру | Усього за кар'єру | Усього за кар'єру | 203       | 4         |                    | 25                 | 1                  |                      | 17                   | 1                    |               | -             | -             | 245    | 6      |        |

### Статистика виступів за збірну
| Дата       | Місто            | Господарі          | Результат | Гості              | Турнір            | Голи | Примітки         |
| ---------- | ---------------- | ------------------ | --------- | ------------------ | ----------------- | ---- | ---------------- |
| 10/08/2011 | Баку             | Азербайджан        | 0 – 1     | Північна Македонія | товариський матч  | -    |                  |
| 26/05/2012 | Лейрія           | Португалія         | 0 – 0     | Північна Македонія | товариський матч  | -    |                  |
| 15/08/2012 | Скоп'є           | Північна Македонія | 1 – 0     | Литва              | товариський матч  | -    |                  |
| 16/10/2012 | Скоп'є           | Північна Македонія | 1 – 0     | Сербія             | Відбір до ЧС 2014 | -    | 91'              |
| 26/03/2013 | Брюссель         | Бельгія            | 1 – 0     | Північна Македонія | Відбір до ЧС 2014 | -    | 70'              |
| 03/06/2013 | Мальме           | Швеція             | 1 – 0     | Північна Македонія | товариський матч  | -    |                  |
| 14/08/2013 | Скоп'є           | Північна Македонія | 2 – 0     | Болгарія           | товариський матч  | -    |                  |
| 06/09/2013 | Скоп'є           | Північна Македонія | 2 – 1     | Уельс              | Відбір до ЧС 2014 | -    | 39'              |
| 10/09/2013 | Скоп'є           | Північна Македонія | 1 – 2     | Шотландія          | Відбір до ЧС 2014 | -    |                  |
| 11/10/2013 | Кардіфф          | Уельс              | 1 – 0     | Північна Македонія | Відбір до ЧС 2014 | -    |                  |
| 15/10/2013 | Ягодина          | Сербія             | 5 – 1     | Північна Македонія | Відбір до ЧС 2014 | -    | Ягодина (Сербія) |
| 08/09/2014 | Валенсія         | Іспанія            | 5 – 1     | Північна Македонія | Відбір до ЧЄ 2016 | -    | 14'              |
| 09/10/2014 | Скоп'є           | Північна Македонія | 3 – 2     | Люксембург         | Відбір до ЧЄ 2016 | -    | 26'              |
| 12/10/2014 | Львів            | Україна            | 1 – 0     | Північна Македонія | Відбір до ЧЄ 2016 | -    |                  |
| 15/11/2014 | Скоп'є           | Північна Македонія | 0 – 2     | Словаччина         | Відбір до ЧЄ 2016 | -    |                  |
| 27/03/2015 | Скоп'є           | Північна Македонія | 1 – 2     | Білорусь           | Відбір до ЧЄ 2016 | -    |                  |
| 30/03/2015 | Скоп'є           | Північна Македонія | 0 – 0     | Австралія          | товариський матч  | -    | 74'              |
| 05/09/2015 | Люксембург       | Люксембург         | 1 – 0     | Північна Македонія | Відбір до ЧЄ 2016 | -    | 40'              |
| 12/10/2015 | Борисов          | Білорусь           | 0 – 0     | Північна Македонія | Відбір до ЧЄ 2016 | -    |                  |
| 12/11/2015 | Скоп'є           | Північна Македонія | 4 – 1     | Чорногорія         | товариський матч  | -    |                  |
| 17/11/2015 | Скоп'є           | Північна Македонія | 0 – 1     | Ліван              | товариський матч  | -    | 69'              |
| 23/03/2016 | Копер (Словенія) | Словенія           | 1 – 0     | Північна Македонія | товариський матч  | -    | 82'              |
| 29/03/2016 | Скоп'є           | Північна Македонія | 0 – 2     | Болгарія           | товариський матч  | -    | 68' 73'          |
| 29/05/2016 | Бад Ерлах        | Азербайджан        | 1 – 3     | Північна Македонія | товариський матч  | -    |                  |
| 02/06/2016 | Скоп'є           | Північна Македонія | 1 – 3     | Іран               | товариський матч  | -    |                  |
| 05/09/2016 | Шкодер (місто)   | Албанія            | 2 – 1     | Північна Македонія | Відбір до ЧС 2018 | -    |                  |
| 06/10/2016 | Скоп'є           | Північна Македонія | 1 – 2     | Ізраїль            | Відбір до ЧС 2018 | -    |                  |
| 09/10/2016 | Скоп'є           | Північна Македонія | 2 – 3     | Італія             | Відбір до ЧС 2018 | -    |                  |
| 12/11/2016 | Гранада          | Іспанія            | 4 – 0     | Північна Македонія | Відбір до ЧС 2018 | -    |                  |
| 24/03/2017 | Вадуц            | Ліхтенштейн        | 0 – 3     | Північна Македонія | Відбір до ЧС 2018 | -    |                  |
| 28/03/2017 | Скоп'є           | Північна Македонія | 3 – 0     | Білорусь           | товариський матч  | -    |                  |
| 05/06/2017 | Скоп'є           | Північна Македонія | 0 – 0     | Туреччина          | товариський матч  | -    | 34' 81'          |
| 11/06/2017 | Скоп'є           | Північна Македонія | 1 – 2     | Іспанія            | Відбір до ЧС 2018 | 1    |                  |
| Усього     |                  | Матчів             | 33        |                    | Голів             | 1    |                  |

## Титули і досягнення
- Чемпіон Хорватії (5):

«Рієка»:  2016-17
«Динамо»: 2020-21, 2021-22, 2022-23, 2023-24
- Володар Кубка Хорватії (3):

«Рієка»:  2016-17
«Динамо»: 2020-21, 2023-24
- Володар Кубка португальської ліги (3):

Спортінг (Лісабон):  2017-18, 2018-19, 2020-21
- Володар Кубок Португалії (1):

Спортінг (Лісабон): 2018-19
- Володар Суперкубка Хорватії (2):

«Динамо»: 2022, 2023